# Lasianthus foetidissimus
Lasianthus foetidissimus là một loài thực vật có hoa trong họ Thiến thảo. Loài này được A.Chev. ex Pit. mô tả khoa học đầu tiên năm 1924.